# Ismet bej Kryeziu
Ismet bej Kryeziu (ur. 1889 w Gjakovie, zm. 1952) – albański polityk, w latach 1919–1926 deputowany do jugosłowiańskiego parlamentu, minister ziem wyzwolonych w rządzie Eqrema Libohovy w 1943 roku.

## Życiorys
Pochodził z rodziny właścicieli ziemskich, która w czasach Imperium Osmańskiego.
W 1919 roku został posłem do jugosłowiańskiego parlamentu, przez co wielokrotnie próbowano dokonać na nim zamach. W 1926 roku po konfiskacie ziemi prez władze jugosłowiańskie wyemigrował do Albanii
W lecie 1937 roku był przewodniczącym Komitetu Narodowej Obrony Kosowa. Od 18 stycznia do 11 lutego 1943 był ministrem ziem wyzwolonych. Po II wojnie światowej był prześladowany przez reżim komunistyczny; w listopadzie 1944 został aresztowany, a w kwietniu 1945 skazany na 30 lat pozbawienia wolności. Zmarł w więzieniu w 1952 roku.